# Tribes of Neurot
A Tribes of Neurot amerikai experimental/dark ambient zenekar.

## Története
Az együttes 1995-ben alakult a kaliforniai Oakland-ben. A Tribes of Neurot-ot a Neurosis tagjai alkotják, egyéb zenészekkel kiegészülve. Míg a Neurosis strukturált dalokkal rendelkezik, addig a Tribes of Neurot-ban több szabadságot kapnak a zenészek (a 2002-es Adaptation and Survival albumuk például rovarok hangjaiból áll, amelyeket úgy rögzítettek és mixeltek, hogy valami egész más jöjjön létre). Első nagylemezük megalakulásuk évében jelent meg.

## Diszkográfia
- Silver Blood Transmission (1995)
- Static Migration (Tribes of Neurot / Walking Time Bombs kollaboráció, 1998)
- Grace (1999)
- Adaptation and Survival (2002)
- Cairn (2002)
- A Resonant Sun (2002)
- Meridian (2005)